# NGC 4317
NGC 4317 este o galaxie situată în constelația Părul Berenicei. A fost descoperită în  de către William Herschel.